# Gare de Valence-Ville
Gare de Valence-Ville vasútállomás Franciaországban, Valence településen.

## Vasútvonalak
Az állomást az alábbi vasútvonalak érintik:
- Párizs–Marseille-vasútvonal
- Valence–Moirans-vasútvonal

## Kapcsolódó állomások
A vasútállomáshoz az alábbi állomások vannak a legközelebb:
- Gare de Tain-l'Hermitage - Tournon
- Gare de Valence-Rhône-Alpes-Sud TGV
- Gare de Livron
- Gare de Lyon-Part-Dieu (TER 10)
- Lyon-Perrache pályaudvar (TER 10)
- Gare de Montélimar (TER 10)
- Valence–Moirans-vasútvonal